# Дерево гледичії (пам'ятка природи)
Де́рево гледи́чії — ботанічна пам'ятка природи місцевого значення в Україні, в межах  Дубенського району Рівненської області. Дерево росте на території залізничної станції Радивилів. 
Площа 0,1 га. Перебуває у віданні Радивилівської міської ради. Заснований рішенням облвиконкому № 33 від 28.02.1995 року. 
Вік дерева 150 років, діаметр — 87 см, висота понад 27 м. Крона ажурна, розкидиста, декоративна. Дерево гледичії є складовою парку, частина якого розміщена біля залізничного вокзалу.